# Akka (roślina)

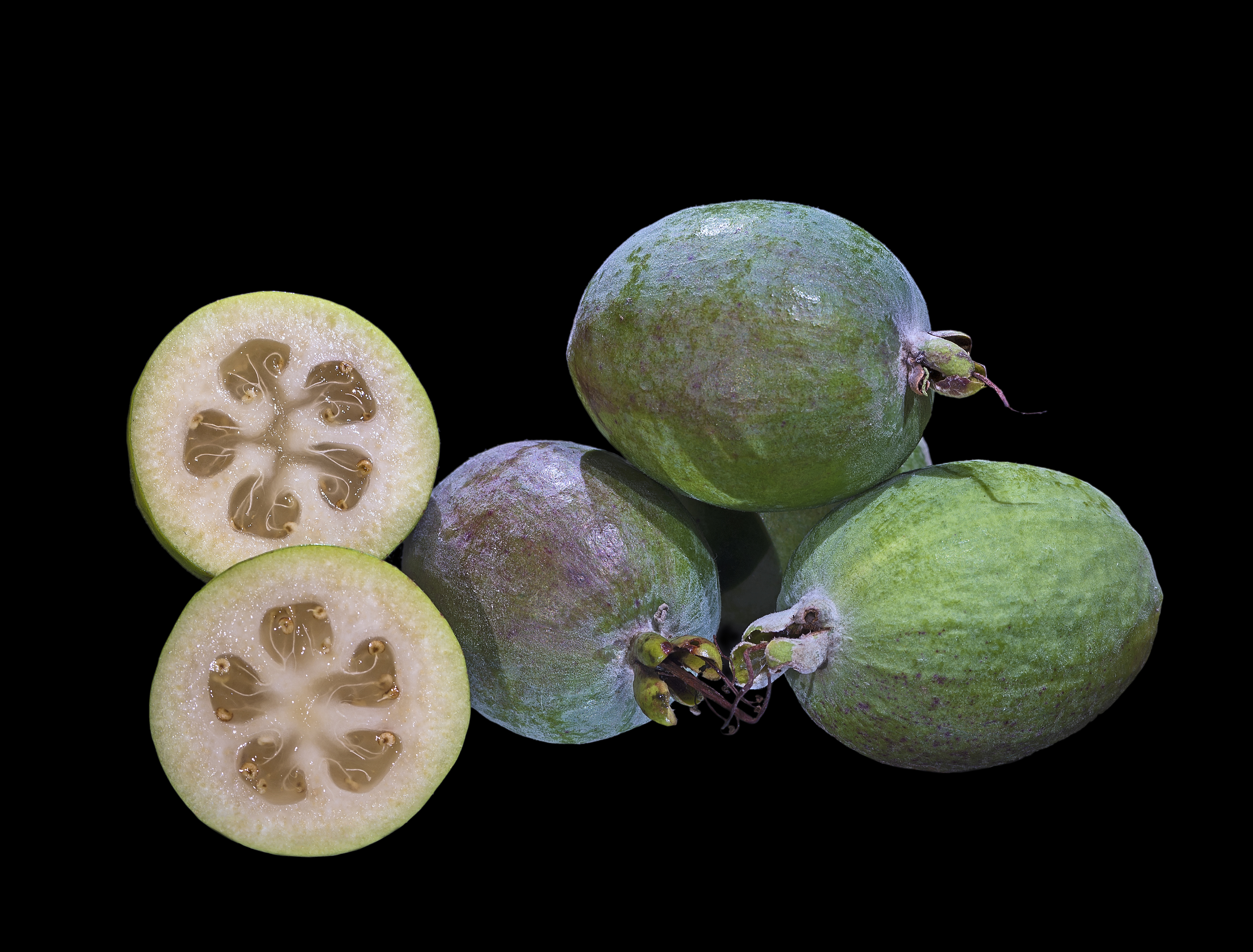
Owoce akki Sellowa

Akka (Acca Berg) – rodzaj roślin z rodziny mirtowatych. W zależności od ujęcia zaliczane są tu dwa lub trzy gatunki. Różnica wynika z wyodrębniania czasem akki Sellowa A. sellowiana do odrębnego rodzaju Feijoa. Niezależnie od ujęcia rośliny te występują w Ameryce Południowej – A. sellowiana w południowej Brazylii, Paragwaju i Urugwaju i północnej Argentynie, pozostałe gatunki występują w Peru i Boliwii.
Akka Sellowa dostarcza jadalnych owoców używanych do przetworów. Gatunek uprawiany jest m.in. w południowej Rosji, gdzie z jego owoców sporządza się gazowane napoje.

## Morfologia
PokrójKrzewy, czasem niskie drzewa do 3 m wysokości.
LiścieZimozielone, naprzeciwległe, pojedyncze, od spodu srebrzyste.
KwiatyPojedyncze w kątach liści. Cztery działki kielicha u dołu zrośnięte w rurkę, z łatkami równej wielkości, odgiętymi. Płatki korony także cztery, także odgięte, różowe lub białe, od zewnątrz owłosione, mniej lub bardziej pomarszczone. Pręciki liczne, czerwone, dłuższe od okwiatu. Dolna zalążnia z dwóch owocolistków zawiera liczne zalążki, zwieńczona jest pojedynczą szyjką słupka.
OwoceMięsisty, zawiera liczne nasiona.

## Systematyka
Pozycja systematyczna
Rodzaj z rodziny mirtowatych. Należy do plemienia Myrteae, a w jego obrębie do grupy Pimenta, w której zajmuje pozycję siostrzaną względem rodzajów gujawa Psidium i Campomanesia, z bazalnym względem nich wszystkich rodzajem korzennik Pimenta.
Wykaz gatunków
- Acca lanuginosa (Ruiz & Pav. ex G.Don) McVaugh
- Acca macrostema (Ruiz & Pav. ex G.Don) McVaugh
- Acca sellowiana (O.Berg) Burret – akka Sellowa